# اچ‌دی ۸۸۱۳۳
اچ‌دی ۸۸۱۳۳ یک ستاره است که در صورت فلکی شیر قرار دارد.